# Katrikenahalli, Hiriyur
Katrikenahalli là một làng thuộc tehsil Hiriyur, huyện Chitradurga, bang Karnataka, Ấn Độ.